# 太陽が目にしみる (1965年の映画)
『太陽が目にしみる』（たいようがめにしみる、原題：Los pianos mecánicos）は、1965年に公開されたフアン・アントニオ・バルデム監督のスペイン、イタリア、フランス合作の映画。
1965年の第18回カンヌ国際映画祭コンペティション部門に出品された。

## スタッフ
- 監督 - フアン・アントニオ・バルデム[3]
- 製作 - Raymond Borderie、Raymond Froment[1]
- 脚本 - フアン・アントニオ・バルデム[3]
- 原作 - アンリ・フランソワ・レイ（フランス語版）[4] 『自動ピアノ (小説)（フランス語版）』[3][1]
- 撮影 - ガボール・ポガニー（英語版）[3][1]
- 音楽 - ジョルジュ・ドルリュー[4]

## キャスト
- メリナ・メルクーリ - ジェニィ[4]
- ハーディ・クリューガー - バンサン[4]
- ジェームズ・メイソン[4] - Pascal Regnier[1]
- ディディエ・オードパン（英語版）[4] - ダニエル・レニエ[1]
- José María Mompín[4] - Tom Dixon[1]
- Luis Induni - Bryant[1]
- ルノー・ヴェルレー - セルジュ[4]
- 岸恵子 - Nora[4]
- マルティーヌ・ジゲル（フランス語版）[3] - ナディーヌ[1]
- Maurice Teynac - Reginald[1]
- Karin Mossberg - Orange the Mistress[1]
- María Albaicín - フラメンコダンサー[1]
- Rafael Luis Calvo - Pablo[1]
- Josefina Tapias - María[1]
- Carlos Ronda - 医師[1]
- Antonio Díaz del Castillo - Bromista[1]
- Ignasi Abadal - ガソリンスタンドの店員[1]
- Lorenzo Planas[1]